# Азійська автомагістраль AH4
Азійська автомагістраль 4 (AH4) — маршрут мережі Азійських автомобільних доріг, має завдовжки 6024 км з Новосибірська, Росія (на AH6) через Урумчі, Китай (на AH5) до Карачі, Пакистан (на AH7).

## Супутні маршрути

### Росія
- R 256: Новосибірськ (at AH6) - Бійськ – Ташанта – кордон з Монголією (972 км)[5].

### Монголія
- A0306 від кордону з Росією біля Уланбайшинт до Улгий (97 км)
- A0305 від Олгії до Кобдо (178 км)
- A0304 від Кобдо до Манхана (76 км)
- A14 Манхан - Булган (305 км)
- A14 від Булгана до кордону з Китаєм біля Ярантая (47 км) [6]

### Китай
- S320: Такешкан — Фуюнь, Китай (319 км)
- S11: Фуюн — Вуцайван
- G7: Вуцайван — Урумчі
- G30: Урумчі — Токсун
- G3012: Токсун — Кашгар
- G314: Кашгар — Ташкурган — кордон з Пакистаном (1948 км)
  - Кордон знаходиться на висоті 4693 м, на Хунжерабському перевалі

### Пакистан
- Перевал Хунджераб — Суст — Хасан Абдал[en]
- Хасан Абдал — Ісламабад
- Ісламабад — Лахор
- Лахор — Мултан — Суккур — Карачі